# 홍수정 (성우)
홍수정(1979년 9월 9일 ~ )은 대한민국의 성우로, 2009년 한국방송 성우극회 공채 34기로 입사했다.

## 출연 작품
굵은 글씨는 메인 캐릭터.

### TV 애니메이션
- 쉿! 내 친구는 빅파이브 시즌 1~2 - 메일로
- 꼬마신랑 쿵도령 (KBS) - 길순
- 마스크 마스터즈 (KBS) - 주작
- 빠뿌야 놀자 (KBS) - 레오, 요크
- 상상친구 꾸메푸메 (KBS) - 키키
- 알록달록 종이마을 (KBS) - 토리, 차차
- 오후의 초록가방 (KBS) - 나나
- 내 사랑 뚱 (MBC)
- 디퍼와 메이블의 미스터리 모험 (디즈니 채널) - 웬디 코듀로이
- 리틀 프린세스 소피아 (디즈니 주니어) - 비비안 공주
- 라이스 맨 (MBC)
- 얼티밋 스파이더맨 (디즈니 채널)  - 메리 제인, 툰드라
- 위험최강 단거 할아버지 (재능TV) - 해설
- 파이 브레인 - 신의 퍼즐 (재능TV) - 아나그램
- 프리티 리듬 오로라 드림 (카툰네트워크) - 아이라
- 하트캐치 프리큐어! (대원방송) - 최은새, 소연, 해라의 엄마, 한정수, 마음의 나무 정령, 유승, 연주
- 슈퍼파워 쫄쫄이펜츠! (애니맥스) - 폴
- 우파루의 모험 (SBS)
- 디지몬 어드벤처: (대원방송) - 보라색의 에렉몬
- 디지몬 고스트 게임 (재능TV) - 보라색의 에렉몬, 썬더볼몬
- 키프 (디즈니+) - 베릴 채틸러
- 포켓몬스터 (투니버스, KBS 키즈, [[재능TV) - 루카

### 영화 애니 더빙
- DC 리그 오브 슈퍼-펫 - 피비
- 겨울왕국 - 왕비
- 굿 다이노 - 럴린
- 드래곤볼Z : 신들의 전쟁 (극장)  - 크리링
- 리틀 프린세스 소피아: 엘레나와 비밀의 아발로 왕국 - 플로라
- 아이스 에이지 4/5 - 피치스
- 온워드: 단 하루의 기적 - 고어
- 주먹왕 랄프 2: 인터넷 속으로
- 카 3: 새로운 도전 - 루이즈 / 플로 / 새넌
- 버즈 라이트이어 - 탐사 대원

### 외화 드라마 더빙
- 닥터후 시즌 7 (KBS) - 아비게일
- 미즈 마블 - 아이샤(메위시 하얏) / 디버 요원(알리시아 라이너)
- 삼국지 (KBS) - 소교
- 셜록 시즌 2 (KBS) - 앤시아(리사 맥앨리스터) / 자넷(우나 채플린) / 케이트(로잘린드 핼스테드)
- 스캔들 (KBS) - 아만다(리자 웨일)
- 일루셔니스트 (텔레노벨라) - 릴리
- 찰리야 부탁해 (디즈니 채널) - 테디 던컨 (브리짓 멘들러)

### 영화 더빙
- 나의 그리스식 웨딩 (KBS) - 아테나(스타브룰라 로고데티스) / 금발의 소녀(케일리 비에이라)
  - 나의 그리스식 웨딩 2 (KBS) - 아테나(스타브룰라 로고데티스)
- 덤 앤 더머(KBS) - 미녀(리사 스톳하드)
- 라이온 킹 - 사라피나(페니 존슨 제럴드)
- 링컨 차를 타는 변호사 (KBS) - 래지(마르가리타 레비예바) / 형사(미케일라 콘린)
- 미녀와 야수 - 마을 사람(린 윌모트)
- 미스 에이전트 (KBS) - 메리(디어드리 퀸) / 방송 제작진(로리 구즈다)
- 배트맨 (KBS) - 아나운서(케이트 하퍼)
- 본 얼티메이텀 (KBS) - 루시(루시 리만) / 로스의 신문사 동료(시네드 오키프)
- 소중한 사람 - 마사코의 어머니
- 신데렐라 - 아나스타샤(홀리데이 그레인저)
- 써로게이트 (KBS) - 아나운서(리사 헤르난데즈) / 컴퓨터 시스템 음성
- 앤트맨 - 캐시 랭(애비 라이더 포트슨)
- 앤트맨과 와스프 - 캐시 랭(애비 라이더 포트슨)
- 업 클로즈 앤 퍼스널 (KBS) - 조안나(케이트 넬리건)
- 에반 올마이티 (KBS) - 라이언(지미 베넷)
- 청설 (KBS) - 수영 선수(백장여)
- 토르: 라그나로크 - 학생(샬롬 브룬 프랭클린)

### 내래이션
교양/다큐멘터리
- 도전 골든벨 (KBS)
- 환경스페셜 - DMZ 두루미를 품다 (KBS)

### CM
- 랑콤 레네르지 아이 멀티플 리프트
- 아모레퍼시픽 아이오페 슈퍼바이탈 속탄력(B)
- 한화제약 에키나포스 프로텍트정

### 라디오 드라마
- KBS 무대(지상에서 영원으로) (KBS 제2라디오)
- KBS 무대(내 슬픈 기억의 집) (KBS 제2라디오)
- KBS 무대(불효시대) (KBS 제2라디오)
- KBS 무대(전기수, 최필의 희망가) (KBS 제2라디오)
- KBS 무대(마지막 도부꾼, 길 위에 지다) (KBS 제2라디오)
- KBS 무대(달의 바다) (KBS 제2라디오)
- KBS 무대(도둑 갈매기) (KBS 제2라디오)
- KBS 무대(여자의 쪽배) (KBS 제2라디오)
- KBS 무대(익숙한 곳에서 길찾기) (KBS 제2라디오)
- KBS 무대(비온 뒤 맑음) (KBS 제2라디오)
- KBS 무대(아버지의 선물) (KBS 제2라디오)
- KBS 무대(헬리콥터, 날개를 접다) (KBS 제2라디오)
- KBS 라디오 극장(검은 꽃) (KBS 라디오) - 이연수
- KBS 라디오 극장(루마니아의 연인) (KBS 라디오)